# Cái nôi nền văn minh
Một cái nôi nền văn minh (tiếng Anh: cradle of civilization) là địa điểm nơi một nền văn minh nổi lên. Quan niệm hiện tại là không có "cái nôi" duy nhất mà có nhiều nền văn minh phát triển độc lập, trong đó nền văn minh ở tại vùng Lưỡng Hà→Ai Cập Cổ Đại→Ấn Độ cổ đại→Trung Quốc cổ đại là 4 văn minh sớm nhất. Vẫn chưa có đồng thuận về mức độ ảnh hưởng lẫn nhau giữa nền văn minh ở Cận Đông và Đông Á. Các học giả chấp nhận rằng nền văn minh Trung Bộ châu Mỹ (chủ yếu tại México ngày nay) và Norte Chico (ở vùng duyên hải trung bắc Peru ngày nay) hình thành độc lập với các nền văn minh lục địa Á-Âu.
Có nhiều tiêu chuẩn để xác định nền văn minh, như hiện diện của chữ viết, đô thị, xã hội dựa trên tầng lớp, nông nghiệp, sự chăn nuôi gia súc, kiến trúc, trình độ luyện kim. Thuật ngữ cái nôi nền văn minh đã và vẫn được gán cho một loạt địa danh khác nhau, gồm Cận Đông cổ đại thời đại đồ đồng đá (thời kỳ Ubaid) cùng vùng Lưỡi liềm Màu mỡ, Ấn Độ cổ đại và Trung Quốc cổ đại; ngoài ra còn Tiểu Á cổ đại, Levant và sơn nguyên Iran, cũng như những nền văn minh tiền thân-như Hy Lạp cổ đại dưới vai trò tiền thân nền văn minh phương Tây - dẫu cho nền văn minh đó không hình thành độc lập.

## Cái nôi nền văn minh: đơn hay đa
Một giả thuyết truyền thống về sự lan rộng văn minh là nó khởi nguyên ở tại vùng Lưỡi liềm Màu mỡ rồi lan rộng ra nhờ sự ảnh hưởng văn hóa. Ngày nay, các học giả thường tin rằng các nền văn minh xuất hiện độc lập ở vài nơi trên cả hai bên bán cầu.
Có năm nơi thường được nhìn nhận là có nền văn minh xuất hiện độc lập:
1. Vùng Lưỡi liềm Màu mỡ
2. Đồng bằng Ấn-Hằng
3. Bình nguyên Hoa Bắc
4. Trung phần Andes
5. Trung Bộ châu Mỹ